# Pseudoprumna baldensis
Pseudoprumna baldensis är en insektsart som först beskrevs av Krauss 1883.  Pseudoprumna baldensis ingår i släktet Pseudoprumna och familjen gräshoppor. Inga underarter finns listade i Catalogue of Life.